# Овечьи узкороты
Овечьи узкороты (Hypopachus) — небольшой род лягушек семейства Узкороты. Включает 4 вида, обитающих в Северной и Южной Америке между Коста-Рикой и южными штатами США.

## Классификация
На ноябрь 2018 года в род включают 4 вида:
- Hypopachus barberi Schmidt, 1939
- Hypopachus pictiventris (Cope, 1886) — Пестробрюхий узкорот
- Hypopachus ustus (Cope, 1866)
- Hypopachus variolosus (Cope, 1866) — Овечий узкорот